# Gymnasium Heidberg
Das Gymnasium Heidberg ist ein Gymnasium im Hamburger Stadtteil Langenhorn, das 1970 gegründet wurde. Das Gymnasium ist seit 2010 zertifizierte „Partnerschule des Nachwuchsleistungssports“ und „Eliteschule des Fußballs“.

## Besonderheiten
Das Gymnasium hat in seinem Schulprogramm ein Konzept entwickelt, nach dem der Unterricht in der Unter- und Mittelstufe in drei verschiedenen Varianten angeboten wird. Die Schüler können beim Wechsel auf diese Schule wählen, ob sie eine „LOS-“, eine „FUN“- oder eine „MUT“-Klasse besuchen möchten, wobei „LOS“ für „Leistungsorientierten Sportunterricht“, „FUN“ für „Fachübergreifender Unterricht Natur“ und „MUT“ für Musik, Kunst, Medien und Theater steht, was der Schwerpunktsetzung der einzelnen Bereiche entspricht.
Die Schule kooperiert im Bereich „Eliteschule des Fußballs“ mit dem Hamburger SV, sodass Spieler des HSV und seiner Jugendmannschaften die Schule besuchen oder ihr Abitur hier absolviert haben.
Eine weitere Besonderheit sind einige der am Gymnasium angebotenen Schulfächer, die in der Hamburger Schullandschaft sonst nur wenig Beachtung finden. So haben die Schüler am Gymnasium Heidberg die Möglichkeit, in der Studienstufe Geologie 2-std. auf grundlegendem Niveau (gA) zu belegen. Geologie ist zugleich eines der Fächer im Profilbereich „Dynamische Erde“. In den Klassenstufen 9 und 10 ist Geologie neben Geographie Teil des Wahlpflichtkurses „Geowissenschaften“, der ab Klassenstufe 9 gewählt werden kann.

## Wettbewerbe und Auszeichnungen
Die Teilnahme an den Wettbewerben „Schüler experimentieren“ und Jugend forscht hat am Gymnasium Heidberg eine lange Tradition, denn schon 1979 sind die ersten der inzwischen 427 Projekte (Stand: Juni 2020) erfolgreich betreut worden. Die Schüler im Alter von 10 bis 20 Jahren haben sich an allen sieben Fachgebieten (Arbeitswelt, Biologie, Chemie, Geo- und Raumwissenschaften, Mathematik/Informatik, Physik, Technik) beteiligt.
2010, 2011 und 2013 ist das Gymnasium Heidberg mit dem „Jugend-forscht-Schulpreis“ ausgezeichnet worden. Darüber hinaus hat „Die Ständige Konferenz der Kultusminister der Länder in der Bundesrepublik Deutschland“ das Gymnasium Heidberg sowohl im Mai 2012 als auch im Mai 2014 mit dem 2. Preis im Wettbewerb um die Jugend-forscht-Schule Deutschlands 2012 ausgezeichnet.
Eine ganz besondere Auszeichnung haben Florentine Mostaghimi-Gomi und Ole Keim erfahren. Sie wurden beim Bundeswettbewerb 2016 in Ludwigshafen mit ihrer Arbeit im Fachgebiet Geo- und Raumwissenschaften mit dem Preis der Bundeskanzlerin Angela Merkel ausgezeichnet. Im Rahmen des Wettbewerbs Jugend forscht erregte unter anderem das Team May-Britt Förster, Sabrina Ließ, Julika Riegert mit ihrem Bundessieg im Fachgebiet Geo- und Raumwissenschaften, größeres Aufsehen, sodass sie u. a. zur Harald-Schmidt-Latenight-Show im November 1999 eingeladen worden sind.

## Technik-AG
Bereits seit 1997 gibt es die Bühnentechnik-Arbeitsgemeinschaft (Technik-AG), in der Schüler der Schule autodidaktisch lernen, wie mit professionellem technischen Equipment aus der Veranstaltungstechnik & Medientechnik umzugehen ist.
Wichtig ist hierbei nicht nur der Umgang mit der Technik, sondern auch die Planung und technische Durchführung von Veranstaltungen. Dies sind zum Beispiel Theaterstücke, Konzerte, Discos, Informationsveranstaltungen oder Sport- und Sommerfeste.
Hierfür steht der Schule eine im bundesweiten Vergleich für Schulen überdurchschnittliche Ausstattung an technischem Licht- und Tonequipment zur Verfügung. Dieses wird von Schülern in Eigenverantwortung betrieben und unterstützt damit die Selbständigkeit und das Verantwortungsbewusstsein der Schüler.
Mitglied können die Schüler ab der siebten Klasse werden. Später haben sie die Chance, die AG zu leiten und so ihr Wissen an jüngere Mitglieder weiterzugeben. 

## Ehemalige Schüler
- Fiete Arp (Fußballspieler)
- Sören Bertram (Fußballspieler)
- Ismael Bojang (Pokerspieler)
- Richard Golz (Fußballspieler)
- Rodrigo González (Die Ärzte)
- Thomas von Heesen (Fußballspieler- und trainer)
- Wolfgang Hesl (Fußballspieler)
- Klaus-Peter Hesse (Politiker)
- Mats Köhlert (Schauspieler und Fußballspieler)
- Kim Kulig (Fußballspielerin)
- Alexander Laas (Fußballspieler)
- Felix Lampe (Schauspieler)
- Rebecca Lunderup (Initiatorin der Veranstaltung „Hamburg räumt auf!“)
- Michael Mayer (Slime, Abwärts, Die Mimmis)
- Levin Öztunali (Fußballspieler)
- Benedikt Pliquett (Fußballspieler)
- Sven Räther (Slime, Targets)
- Bastian Reinhardt (Fußballspieler)
- Dani Schahin (Fußballspieler)
- Daniel Stamm (Regisseur)
- Matti Steinmann (Fußballspieler)
- Jens Westphalen (Tierfilmer)
- Einige Mitglieder der Band Razzia
- Alexander Zverev (Tennisspieler)